# Leskeadelphus
Leskeadelphus là một chi rêu trong họ Leskeaceae.